# Bílina (rivier)
De Bílina is een rivier in Tsjechië. 
De rivier mondt bij de stad Ústí nad Labem uit in de Elbe. 
In de rivier zijn enkele stuwmeren, die als wateropslag worden gebruikt (Újezd) of voor drinkwater (Jirkov). 
In het gebied rond de rivier is veel vervuilende industrie, maar onderzoek in 2012 naar de kwaliteit van het rivierwater gaf aan dat het met de vervuiling van het rivierwater wel mee viel.